# Liste der Bischöfe von Clonfert
Die folgenden Personen waren Äbte und Bischöfe von Clonfert (Irland):

## Äbte von Clonfert
- Brendan (Brénaind moccu Altai; Bréanainn; Naomh Breandán), 557 bis 16. Mai 577
  - Móenu [Maeineann, Moinenn], 563–570, † 1. März 572
  - Eitchén, 578
- Fintan Corach (Corad), 21. Februar 592
- Senach, 604
- Senach Garb mac Buidi, 10. September 621
- Ségán Carrthach, 636
- Cumméne Foto mac Fiachnai [Cummian Fada; Cummine Foda], 12. November 661/2 (Bischof)
- Fáclán, um 696/7
- Fachtnae mac Folachtáin, 729
- Fiachnae us Maic Niad, 752
- Cellán, 753
- Suibne, 762
- Crimthann mac Rechtgaile, 766
- Ceithernach ua hErmono (Rumono), 773
- Flaithnio mac Congaile, 781
- Mac Flaithniad, 783
- Tipraite mac Ferchair, 786
- Muiredach, 792
- Muiredach mac Ólchobair, 802
  - Ceannfaeladh [Cenn Fáelad], 802/807 (Bischof)
- Conghaltach, 808
- Tipraite mac Ceithernaig, 817
- Ólchobar mac Cummascaig, 820
  - Laithbertach mac Óengusso, 822 (Bischof)
- Ruithnél [Ruthnel oder Ruthme], 826 (Bischof)
- Coinnecán, 838
- Feidlimid mac Cremthanin (auch König von Munster und Abt von Cork), † 28. August 847
- Rechtabrae, 850 (Bischof)
- Connagan, 849 (Bischof)
- Cormac mac Ciaran, 879 (auch Abt von Tuam)
- Mugrón ua Cinn Fáelad, 885
- Máel Tuili mac Cilléni, 888
- Máel Petair ua Cuáin, 895 (auch Abt von Terryglass, Bischof)
- Áed mac Ailella, 916
  - Cormac mac Áedáin [MacEdain], 922 (Bischof)
  - Ciaran ua Gabla [O’Gabbla], 953 (Bischof)
  - Cathal mac Cormaic, 963 (Bischof)
- Áed mac Cellaig, 958
- Eógan ua Catháin, 981
- Máel Petair ua Tolaig, 992
- Fiachra Ua Focarta, 1006
  - Eochu mac Scolaige, 1031 (Bischof)
- Óengus ua Flainn, 1036
- Coscrach mac Aingeda, 1040 (auch Abt von Killaloe)
- Diarmait mac Máel Brénainn, 1074
- Coinneccám Ua Flainn, 1081
- Cenn Fáelad Ua hÓcáin, 1091
- Ua Corcráin [O’Corcoran], 1094 (Bischof)
- Gilla Muire Ua Fogartaig [Máel Muire Ua Fócarta], 1112
- Máel Brénainn Ua hÁnradáin, 1132/4
- Gilla Meic Aiblén Ua hAnmchada, 1166

## Bischöfe von Clonfert
- 1117 Muiredach Ua hEnlainge
- 1149 Gille Patraic Ua hAilchinned
- 1161–1171 Peter Ua Mordha, O.Cist.
- 1172–1173 Melisa Mac Ward (Mail Isu mac in Baird)
- 1179–1186 Maelcallan MacClerken [Celechair Ua hArmedaig]
- 1186–1187 Murtough O’Maeluire [Muirchertach Ua’Maeluidir] (auch Bischof von Clonmacnoise)
- ?–1195 Domnall Ua Finn
- ?–1203 Muirchertach Ua Carmacain
- 1205–? Mael Brigte Ua hErurain
- 1224–1259 Cormac Ó Luimlin [Carus]
- 1259–1263 Thomas O’Cellaigh [Kelly, Tomas mac Domnaill Moire O Cellaig]
- 1263–1266 Sedisvakanz
- 1266–1295 Johann I. de Alatre (danach Erzbischof von Benevent)
- Gulley oder Golley
- Conor Ó Maolalaidh
- 1296–1307 Robert, O.S.B.
- ca. 1302 Johann
- 1308–1319 Gregorius O Brocaig
- ?–1319 Kelly ?
- 1320–1321 Robert Le Petit, O.F.M. (danach Bischof von Annaghdown)
- 1322–1336 Seoan O Leaain
- 1336–1347 Sedisvakanz
- 1347–1378 Tomas mac Gilbert O Cellaigh I. [Thomas O’Kelly]
- 1378–1393 Muircheartach mac Pilib O Cellaigh [Mauritius]
- 1393–1398 William O Cormacain
- ca. 1394–? Muircheartach Ó Ceallaigh
- 1398 David Corre, O.F.M.
- 1398–1405 Enri O Conmaigh (danach Bischof von Kilmacduagh)
- 1405–1438 Tomás mac Muircheartaigh Ó Cellaigh [Tomasi O Cellaigh II.], O.P. (vorher Bischof von Ardfert und danach Erzbischof von Tuam)
- 1410 Cobhthach O Madagain
- 1438–1459 Seaan O hEidhin, O.F.M.
- 1441–1448 John II. White, O.F.M.
- 1447–1448 Conchobhar O Maolalaidh, O.F.M. (danach Bischof von Emly und Elphin)
- 1448–1463 Cornelius O Cuinnlis, O.F.M. (vorher Bischof von Emly)
- 1463–1507 Matthäus Mag Raith [Maigi Magrath], O.S.A.
- 1508–1509 David de Burgo
- 1509–1534 Denis O’More, O.P. [Dionysius O’Mordha]
- 1534–1580 Roland de Burgo (Roland Burke)
- 1536–1538 Richard Nangle
- 1580–? Hugh
- 1582–1601 Stephen Kirwin (vorher Bischof von Kilmacduagh)
- 1602–1625 Roland Lynch (auch Bischof von Kilmacduagh)
- 1587–1589 Thady Farrell [Tadhg O’Farrell, Tadhg MacEoga oder Tadeo O’Farrell], O.P. (auch Weihbischof in Sigüenza), † 1602
  - 1609 Dermot Nolan (Apostolischer Vikar)
  - 1622 Thady Egan (Apostolischer Vikar)
- 1641–1646 John De Burgh (danach Erzbischof von Tuam)
- 1647–1663 Walter Lynch
- 1663–1678 Sedisvakanz
- 1678–1687 Thady Keogh, O.P. [Tadhg Keogh oder Mac Eogha]
- 1695–1706 Muircheartach Ó Domhnalláin [Maurice Donnellan]
- 1711–1715 Ambrose O’Madden
- 1718–1733 Edmund Kelly
- 1733–1778 Peter O’Donelan (auch Donnellan)
- 1778–1786 Andrew O’Donelan (auch Donnellan)
- 1786–1831 Thomas Costello
- 1831–1847 Thomas Coen
- 1847–1870 John Derry
  - 1871 Hugh O’Rorke
- 1872–1896 Patrick Duggan
- 1896–1903 John Healy (danach Erzbischof von Tuam)
- 1903–1909 Thomas O’Dea (danach Bischof von Galway und Kilmacduagh)
- 1909–1918 Thomas P. Gilmartin (danach Erzbischof von Tuam)
- 1919–1923 Thomas O’Doherty (danach Bischof von Galway und Kilmacduagh)
- 1924–1953 John Dignan
- 1953–1962 William J. Philbin (danach Bischof von Down und Connor)
- 1963–1982 Thomas Ryan
- 1982–1987 Joseph Cassidy (danach Erzbischof von Tuam)
- 1988–2019 John Kirby
- 2019–0000 Michael Duignan